# Luzon-Kleinflughund

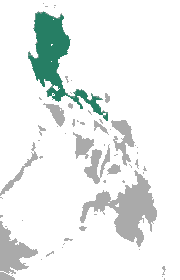
Verbreitungsgebiet des Luzon-Kleinflughund

Der Luzon-Kleinflughund (Otopteropus cartilagonodus) ist ein Fledertier in der Gattungsgruppe der Kurznasenflughunde und der einzige Vertreter der Gattung Otopteropus.

## Merkmale
Wie der deutsche Name vermuten lässt, ist die Art mit einer Kopf-Rumpf-Länge von 55 bis 87 mm, einer Unterarmlänge von 41 bis 52 mm und einem Gewicht von 12 bis 21 g ein kleiner Flughund. Ein Schwanz fehlt und das Fell besteht aus langen Haaren. Kennzeichnend für diesen Flughund sind große Augen und rötliche Verdickungen an den Kanten der Ohren. Das Gesicht zeichnet sich weiterhin durch eine nackte Nase und rohrförmige Nasenlöcher aus. Auf der Oberseite kommt schwarzbraunes Fell vor und die Unterseite trägt helleres sowie mehr graues Fell. Diese Färbung beruht teilweise auf weißen Haarspitzen auf Brust und Bauch. Typisch für den Luzon-Kleinflughund ist die dicht behaarte Oberseite der Schwanzflughaut, während die Unterseite nur am Saum behaart ist. Der dichte Haarwuchs auf den Schienbeinen geht zu verstreuten Haaren auf den Füßen über. Während der Paarungszeit sind bei Männchen große runde Drüsen im oberen Teil des Bauchs sichtbar.
Der Luzon-Kleinflughund hat in jeder Kieferhälfte einen Schneidezahn, einen Eckzahn, drei prämolare Zähne und einen Molar. Die Zähne sind schmal und der Unterkiefer ist nicht robust.

## Verbreitung
Dieser Flughund lebt endemisch auf der philippinischen Insel Luzon. Er bewohnt das Hügelland und Gebirge zwischen 200 und 2250 Meter Höhe. Die Art hält sich in ursprünglichen tropischen Wäldern, in Sekundärwäldern sowie in Wolken- und Nebelwäldern auf. Sie wird mit zunehmender Höhe und intensiverer Nutzung der Wälder durch Menschen seltener.

## Lebensweise
Zu den Aktivitätszeiten und Schlafplätzen der Art gibt es keine Angaben. Der Luzon-Kleinflughund frisst hauptsächlich Früchte, wie Feigen und von Vertretern der Gattung Melastoma. Bei Weibchen erfolgt die Geburt der Nachkommen innerhalb einer Population etwa gleichzeitig in einem Zeitraum zwischen Mai und Anfang Juli. Der einzige Embryo pro Weibchen entwickelt sich in den letzten Tagen der Trächtigkeit sehr schnell. Vermutlich finden in den vorausgehenden 6 bis 10 Monaten keine Geburten statt, da neben den trächtigen Weibchen keine Weibchen mit milchführenden Zitzen, keine Jungtiere und keine paarungsfähigen Männchen gefangen wurden. Daraus wird geschlussfolgert, dass die befruchteten Eier vor der Trächtigkeit mehrere Monate ruhen.

## Gefährdung
Die Bestände in tieferen Regionen sind durch Waldrodungen bedroht. Da das Verbreitungsgebiet groß ist und der Luzon-Kleinflughund teilweise anpassungsfähig ist, wird er von der IUCN als nicht gefährdet (least concern) gelistet.